# Черемисская (Свердловская область)
Черемисская — деревня в Каменском районе Свердловской области России. Входит в Каменский муниципальный округ.
Ранее входила в состав Барабановского сельсовета Каменского района.

## Географическое положение

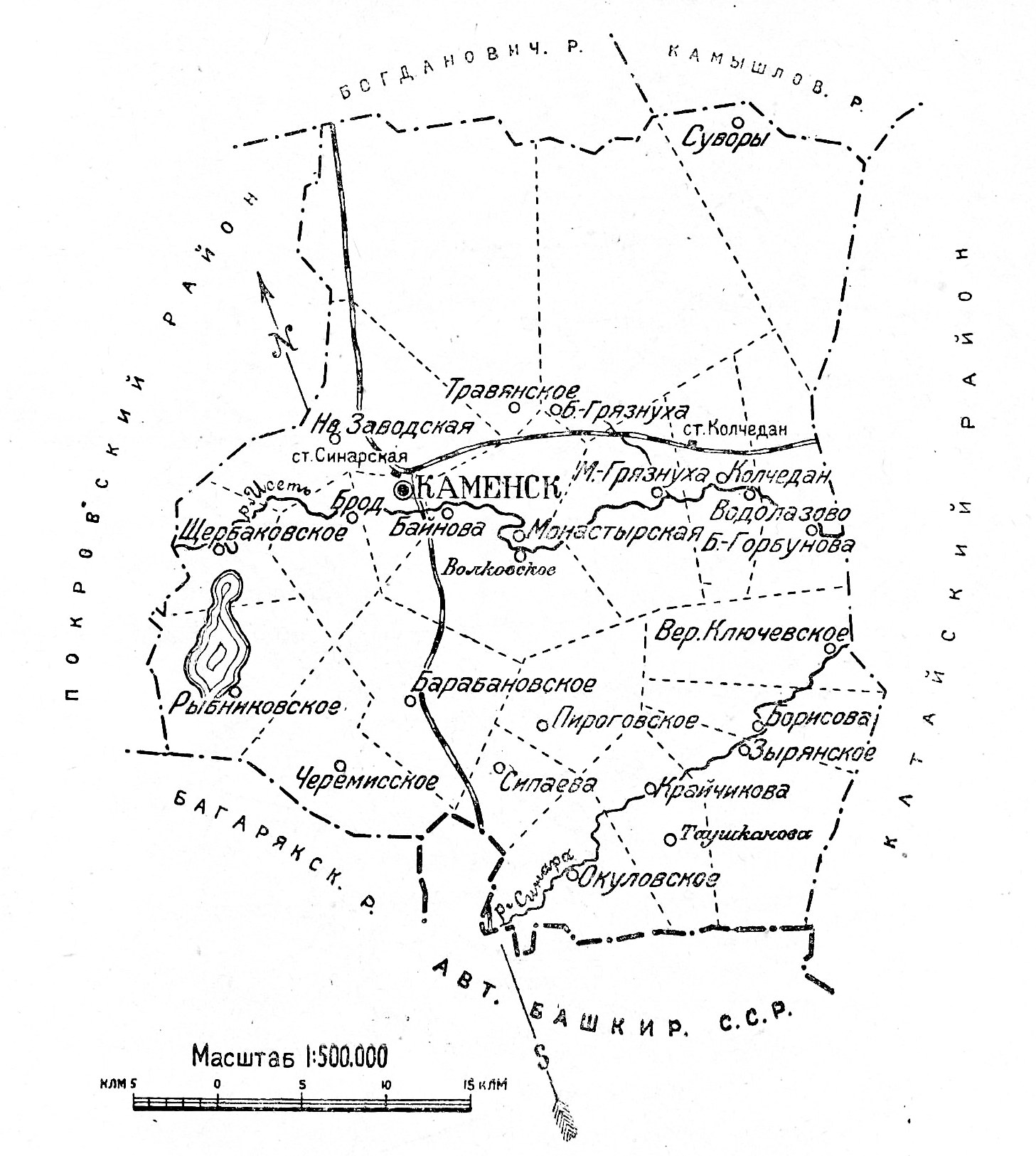
Черемисская на схеме Каменского района; 1928 год

Деревня Черемисская расположена в 17 километрах (по дорогам в 20 километрах) к юго-юго-западу от города Каменска-Уральского, по обоим берегам реки Исток (левого притока реки Синары, бассейна реки Исети). В деревне имеется пруд. Вблизи деревни проходит граница Свердловской и Челябинской областей.

## История деревни
В 1894 году была открыта школа грамоты в здании часовни, в 1899 году она стала церковно-приходской школой.
В 1916 году поселение относилось к Шаблишской волости. В 1928 году село Черемисское входило в Черемисский сельсовет Каменского района Шадринского округа Уральской области.

## Население
| 1904 | 1926  | 2002 | 2010 | 2021 |
| ---- | ----- | ---- | ---- | ---- |
| 853  | ↗1069 | ↘76  | ↘61  | ↘49  |

Структура
- По данным 1904 года, в селе было 144 двора с населением 853 человека (мужчин — 420, женщин — 433), все русские, бывшие государственные[9].
- По данным переписи 1926 года, в селе Черемисском было 212 дворов с населением 1069 человек (мужчин — 506, женщин — 563), все русские[4].
- По данным переписи 2002 года, национальный состав деревни следующий: русские — 75 %, марийцы — 17 %[10].
- По данным переписи 2010 года, в деревне проживал 61 человек: мужчин — 36, женщин — 25[11].